# Logos-sarks
Logos-sarks je kristološka smer, ki zagovarja, da se je božanski Logos naselil v praznem telesu, pri čemer je Logos prevzel mesto duha.
Skrajna oblika te kristologija je apolinarizem.